# Charles Lindholm

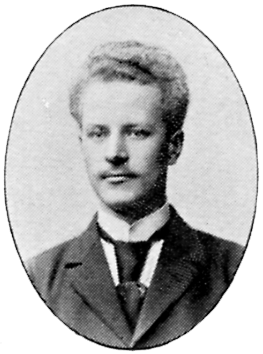
Charles Lindholm.

Charles August Teodor Lindholm, född 21 augusti 1870 i Göteborg, död 4 maj 1955 i Oscars församling i Stockholm, var en svensk arkitekt. 
Lindholm studerade vid Chalmersska tekniska skolan och vid Konstakademien 1891–1894, fick 1894 kungliga medaljen och innehade statens resestipendium 1899–1902. Han var anställd hos Hans Hedlund i Göteborg 1894–1895, hos Isak Gustaf Clason 1895–1899 och 1902–1904 och deltog i projektet med Nordiska museet och Livrustkammaren 1904–1906. Lindholm blev arkitekt i Överintendentsämbetet 1905 och öppnade egen verksamhet i Göteborg. 1906–1912 var han rektor i Göteborg vid Slöjdföreningens skola, som han omorganiserade. Han flyttade därefter sin verksamhet till Stockholm där han skötte professuren i arkitektur vid Kungliga Akademien för de fria konsterna 1912–1916 och blev 1916 ledamot av nämnda akademi, vice professor och lärare i dekorativa skolan där till 1918. Han var arkitekt hos Telegrafstyrelsen 1921–1932 och intendent i Byggnadsstyrelsen för Kronans hus på landsorten 1919–1936.
I Göteborg ritade Lindholm Conrad Pineus Villa Darjeeling vid Viktoriagatan 17 (uppförd 1911–1912), Polisstationen vid Tredje Långgatan (fullbordad 1913), Göteborgs handelsinstitut (1914; komponerades för en annan plats än den, som senare bestämdes) samt Navigationsskolans ombyggnad (1915). Omkring 1915 uppfördes Tekniska skolan i Västerås och Fornminnesföreningens museum i Skara (1919; numera Västergötlands museum). Lindholms största verk i Stockholm och dess omgivning är Skogshögskolan jämte Statens skogsförsöksanstalt vid Frescati hage (fullbordad 1917) och Statens Provningsanstalts byggnader vid Drottning Kristinas väg 31 & 33 (1921). Han har ritat ett flertal villor i Djursholm, Saltsjöbaden, Lidingö och Lerum och deltagit i restaureringen av ett 20-tal kyrkor. 
Lindholm är begravd på Skogskyrkogården i Stockholm.

## Bilder av några verk

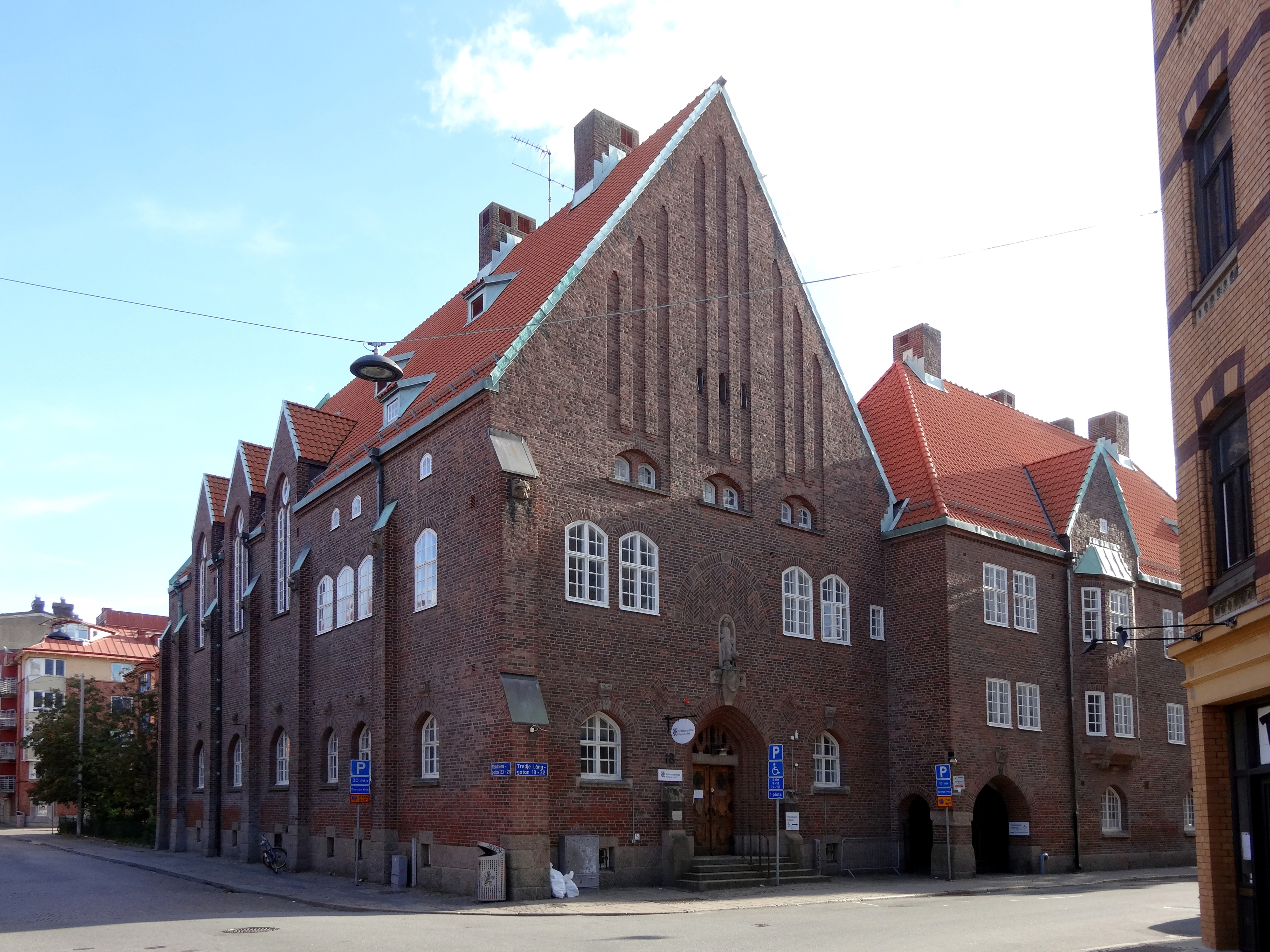
Polishus, Göteborg
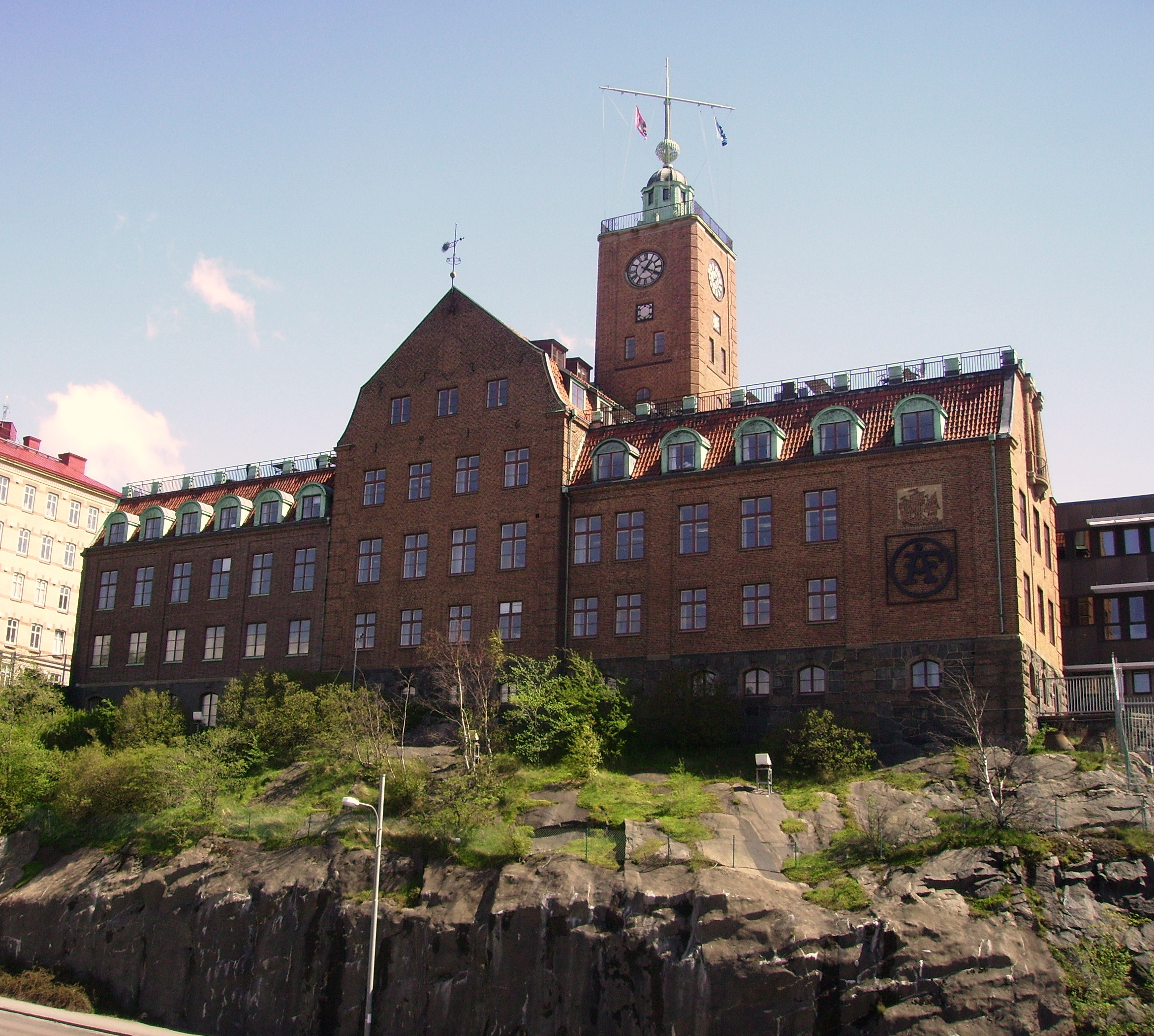
Navigationsskolan i Göteborg
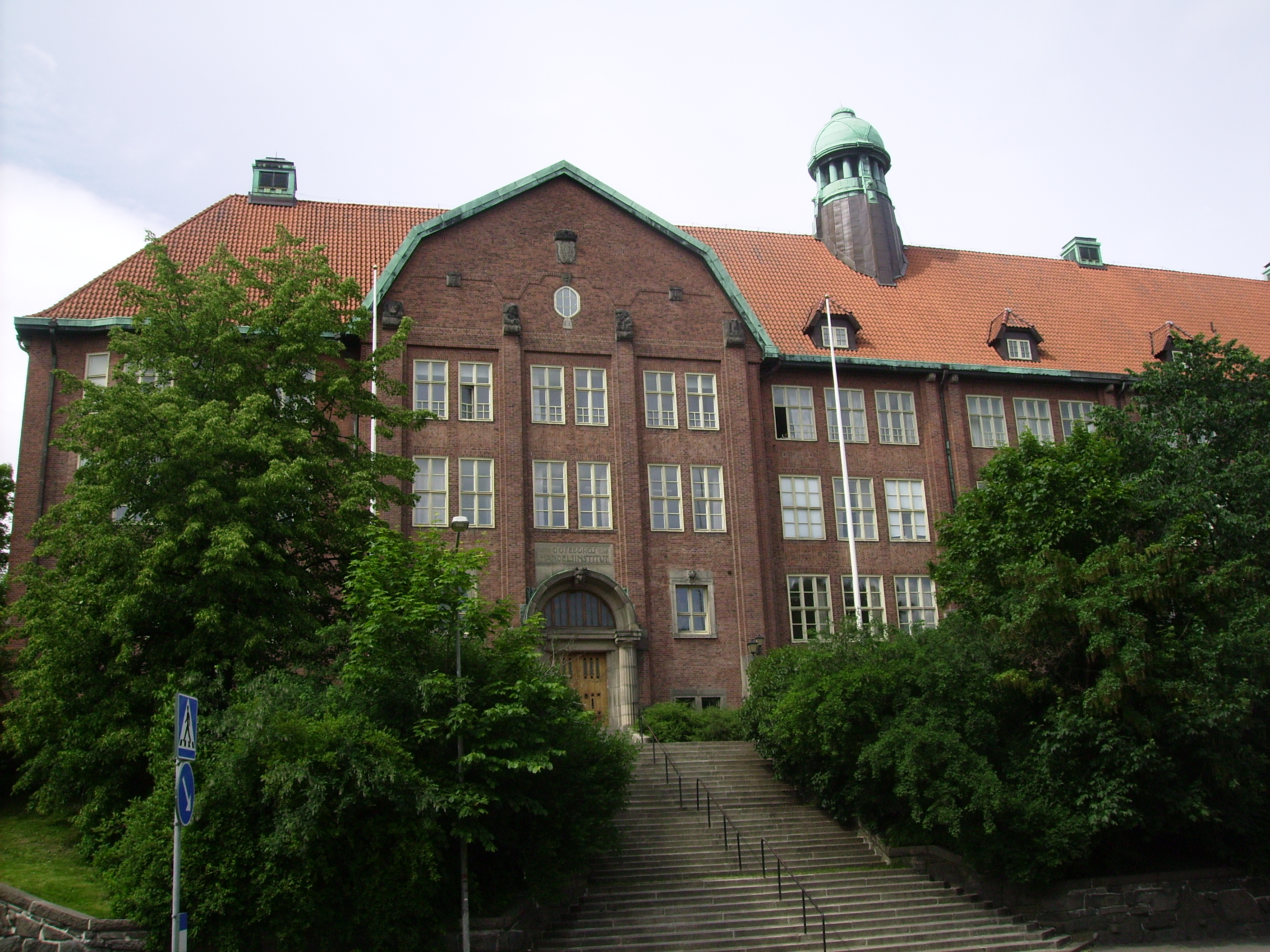
Göteborgs handelsinstitut
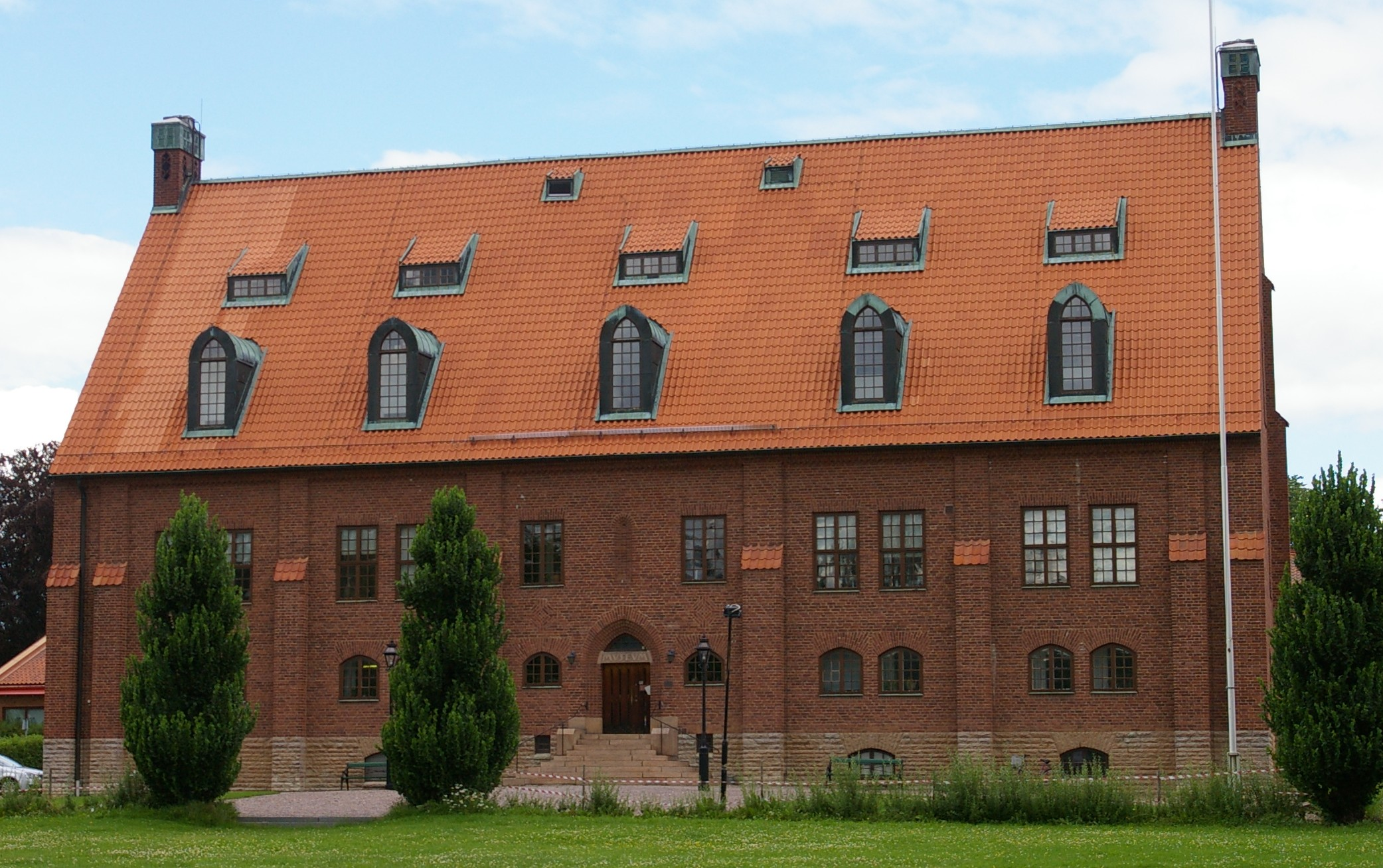
Västergötlands museum, Skara
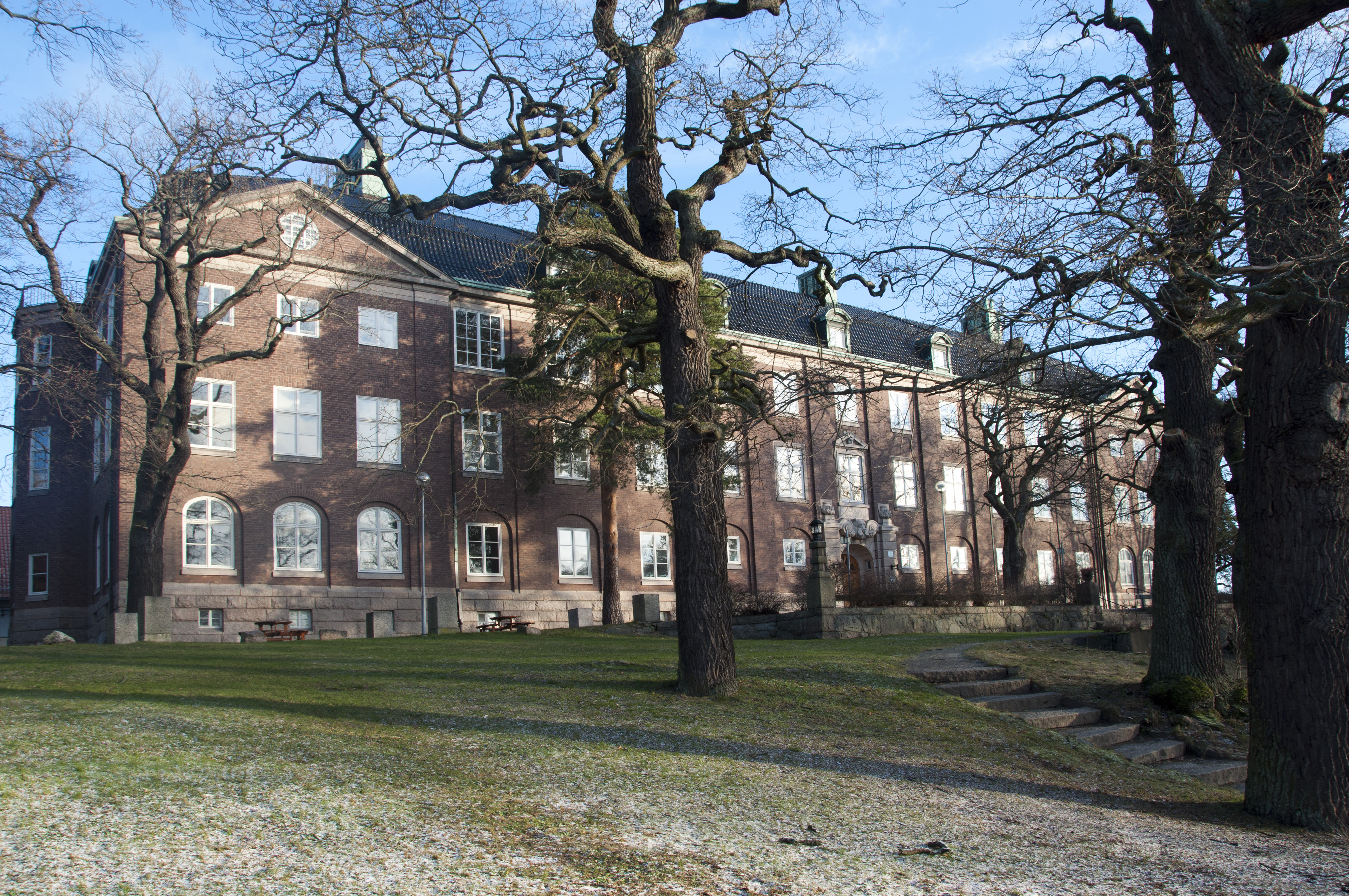
Skogshögskolan, Stockholm
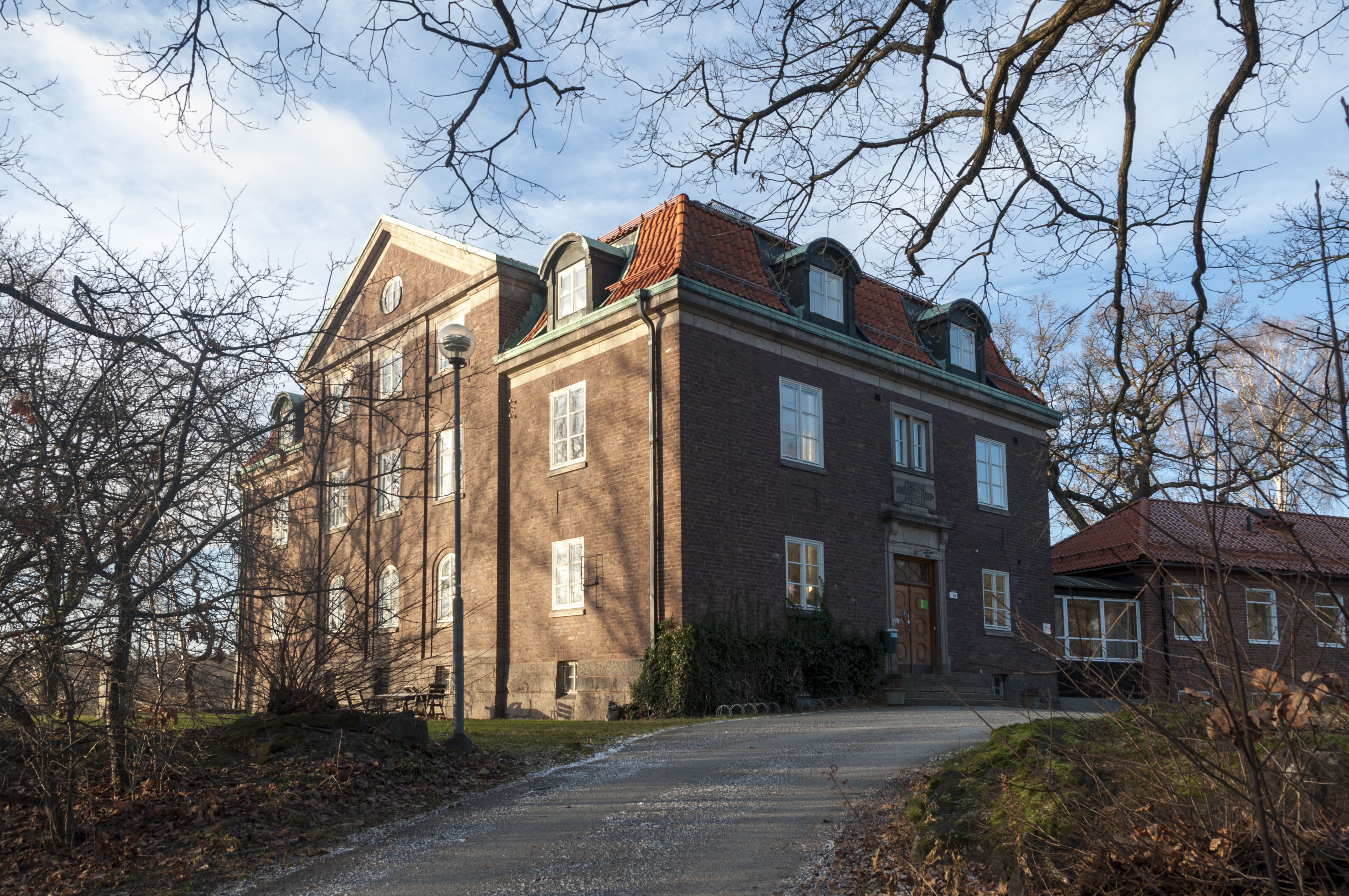
Skogsforskningsinstitutets laboratorium, Stockholm
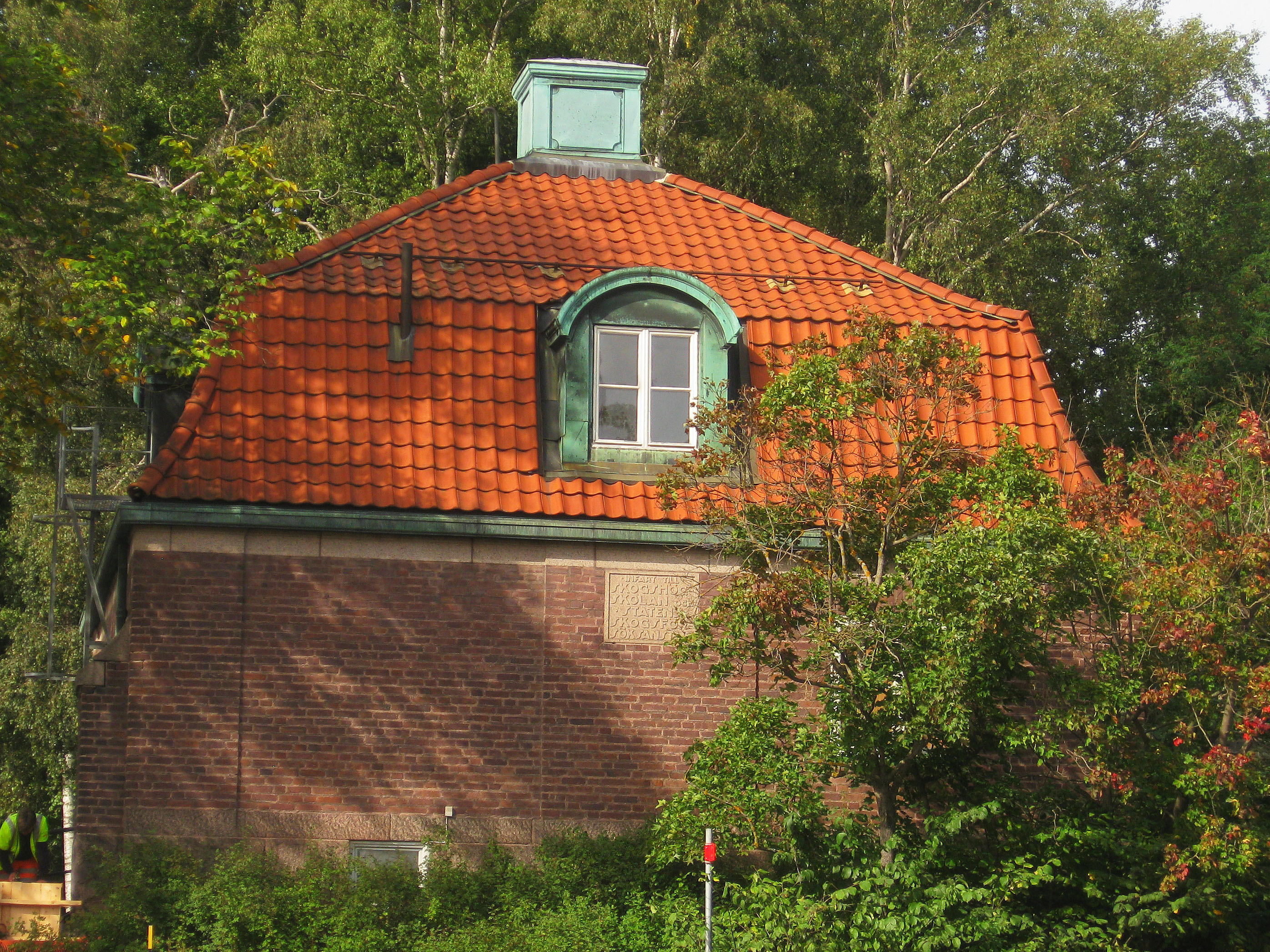
Portsvaktshus vid Skogshögskolan, Stockholm
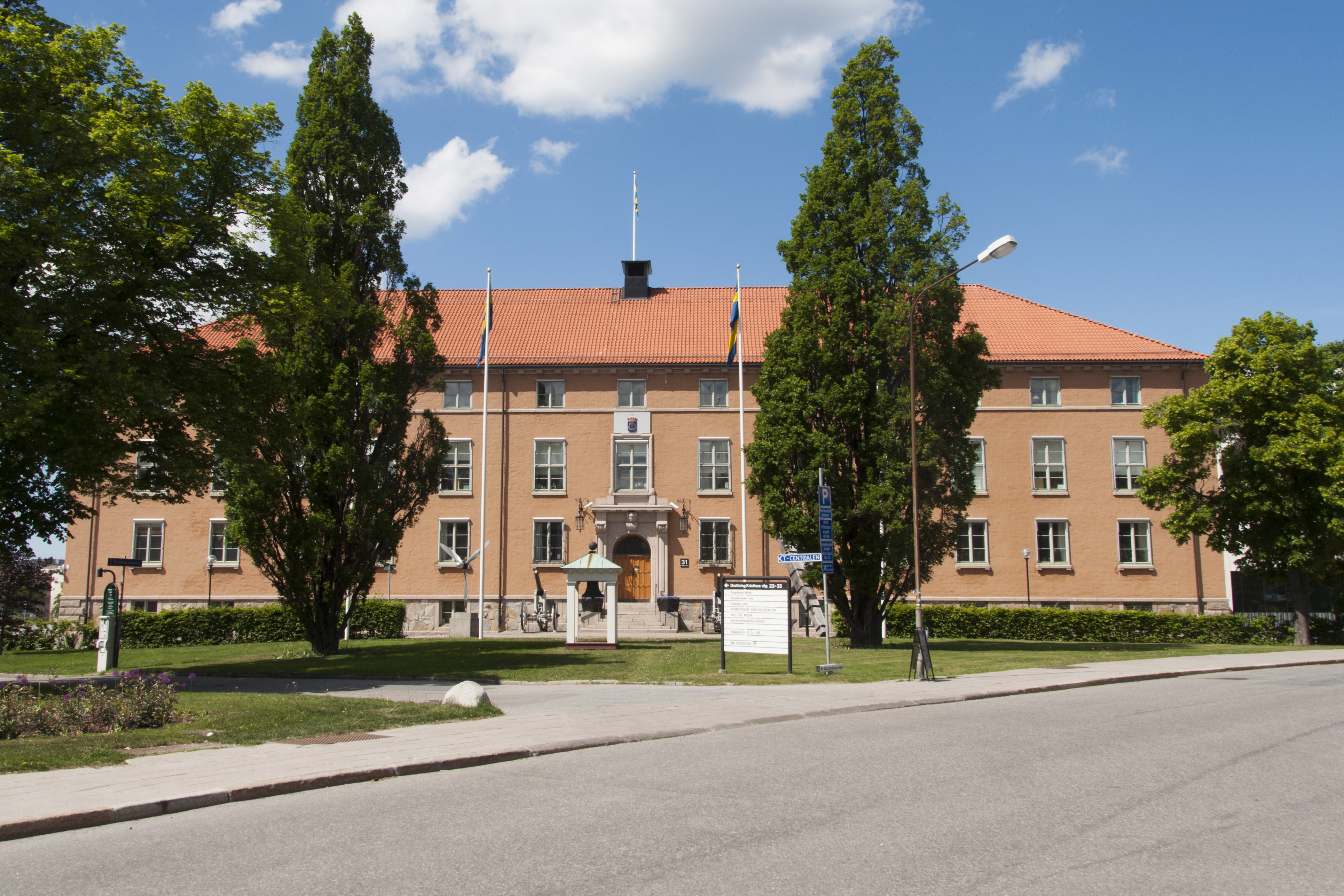
Statens Provningsanstalt, Stockholm